# Heeswijk (Land van Cuijk)
Heeswijk is een buurtschap  in de gemeente Land van Cuijk in de Nederlandse provincie Noord-Brabant. De buurtschap valt voor de BAG onder de plaats Cuijk. Het ligt 2 kilometer ten westen van Cuijk, iets ten noorden van Ewinkel.
In Heeswijk bevindt zich de wijk De Heeswijkse Kampen, een wijk met anno 2018 bijna 7.000 inwoners. Het is een wijk met een gemêleerd karakter, waar huurhuizen, twee-onder-een-kappers, appartementen en riante vrijstaande woningen dwars door elkaar heen staan. De wijk is gelegen aan de Heeswijkse Plas (onderdeel van de Kraaijenbergse Plassen; ontstaan door de winning van industriezand, grind en klei).
Dorpen: Beers · Beugen · Boxmeer · Cuijk · Escharen · Gassel · Grave · Groeningen · Haps · Holthees · Katwijk ·  Landhorst · Langenboom · Ledeacker · Linden · Maashees  · Mill · Oeffelt · Oploo · Overloon · Rijkevoort · Sambeek · Sint Agatha · Sint Anthonis · Sint Hubert  · Stevensbeek · Velp · Vianen · Vierlingsbeek · Vortum-Mullem  · Wanroij · Westerbeek · Wilbertoord
Buurtschappen: De Berg · Blauwenhoek · De Boer · Borneo · Broekkant · De Bolt · Bruggen · De Dellen · Dommelsvoort · Driehoek · Ewinkel · De Gagel · Haart · Ham · Hank · Haring · Heeswijk · Heihoek · Heikant (Overloon) · Heikant (Sambeek) · Heikant (Sint Anthonis) · Helbroek · 't Herselt · De Hoef · Den Hoek · Hoeven · Hoogeind (Oeffelt) · Hoogeind (Rijkevoort) · Huij · Hulsbeek · Klein-Vortum · Krolhoek · Laageind · Meeren · Molengat · 't Muurke · Lamperen · Nieuw-Gassel · Noord · Noordkant · Op den Bosch · Oude Waranda · Papenvoort · Park · Peelkant · Peelstraat · De Plaats · Putselaar · Rijkevoort-De Walsert · De Rijtjes · Rondveld · Schafferden · Spekklef · Startwijk · Toven · Tuuthees · Ullingen · Verlorenhoek · Vlagberg · Werveld · 't Zand · Zandkant · Zevenhutten · Zuid Carolina
Noord-Brabant: Steden en dorpen      Nederland: Provincies · Gemeenten